# تصفيات كأس العالم 1990 - أوروبا المجموعة 6
تصفيات كأس العالم 1990 أوروبا المجموعة 6 كانت مجموعة تصفيات من أوروبا لبطولة كأس العالم 1990. تكونت المجموعة من المجر و‌مالطا و‌أيرلندا الشمالية و‌إسبانيا و‌جمهورية أيرلندا.
فازت إسبانيا بالمجموعة، وتأهلت لبطولة كأس العالم 1990. تأهلت جمهورية أيرلندا أيضًا بصفتها الوصيف للمرة الأولى في نهائيات كأس العالم.

## الترتيب
| فريق             | لعب | ف | ت | خ | له | عليه | ف.أ | نقاط |
| ---------------- | --- | - | - | - | -- | ---- | --- | ---- |
| إسبانيا          | 8   | 6 | 1 | 1 | 20 | 3    | +17 | 13   |
| جمهورية أيرلندا  | 8   | 5 | 2 | 1 | 10 | 2    | +8  | 12   |
| المجر            | 8   | 2 | 4 | 2 | 8  | 12   | −4  | 8    |
| أيرلندا الشمالية | 8   | 2 | 1 | 5 | 6  | 12   | −6  | 5    |
| مالطا            | 8   | 0 | 2 | 6 | 3  | 18   | −15 | 2    |

|                  | المجر | مالطا | أيرلندا الشمالية | إسبانيا | جمهورية أيرلندا |
| ---------------- | ----- | ----- | ---------------- | ------- | --------------- |
| المجر            | –     | 1–1   | 1–0              | 2–2     | 0–0             |
| مالطا            | 2–2   | –     | 0–2              | 0–2     | 0–2             |
| أيرلندا الشمالية | 1–2   | 3–0   | –                | 0–2     | 0–0             |
| إسبانيا          | 4–0   | 4–0   | 4–0              | –       | 2–0             |
| جمهورية أيرلندا  | 2–0   | 2–0   | 3–0              | 1–0     | –               |

### النتائج
| أيرلندا الشمالية                | 3 – 0   | مالطا |
| ------------------------------- | ------- | ----- |
| كوين 14' · بيني 23' · كلارك 25' | (تقرير) |       |

| أيرلندا الشمالية | 0 – 0   | جمهورية أيرلندا |
| ---------------- | ------- | --------------- |
|                  | (تقرير) |                 |

| المجر      | 1 – 0   | أيرلندا الشمالية |
| ---------- | ------- | ---------------- |
| فينتزه 84' | (تقرير) |                  |

| إسبانيا                     | 2 – 0   | جمهورية أيرلندا |
| --------------------------- | ------- | --------------- |
| مانولو 52' · بوتراغينيو 66' | (تقرير) |                 |

| مالطا            | 2 – 2   | المجر                   |
| ---------------- | ------- | ----------------------- |
| بوسوتيل 46'، 90' | (تقرير) | فينتزه 5' · كيبريتش 56' |

| إسبانيا                                                                       | 4 – 0   | أيرلندا الشمالية |
| ----------------------------------------------------------------------------- | ------- | ---------------- |
| روغان 30' (ه.ذ.) · بوتراغينيو 55' · ميتشيل 60' (ركلة.) · ماكدونالد 64' (ه.ذ.) | (تقرير) |                  |

| مالطا | 0 – 2   | إسبانيا                            |
| ----- | ------- | ---------------------------------- |
|       | (تقرير) | ميتشيل 15' (ركلة.) · بيغريستين 49' |

| أيرلندا الشمالية | 0 – 2   | إسبانيا                  |
| ---------------- | ------- | ------------------------ |
|                  | (تقرير) | أندرينوا 3' · مانولو 84' |

| المجر | 0 – 0   | جمهورية أيرلندا |
| ----- | ------- | --------------- |
|       | (تقرير) |                 |

| إسبانيا                                   | 4 – 0   | مالطا |
| ----------------------------------------- | ------- | ----- |
| ميتشيل 38'، 68' (ركلة.) · مانولو 71'، 80' | (تقرير) |       |

| المجر            | 1 – 1   | مالطا      |
| ---------------- | ------- | ---------- |
| بودا 49' (ركلة.) | (تقرير) | بوسوتيل 7' |

| مالطا | 0 – 2   | أيرلندا الشمالية      |
| ----- | ------- | --------------------- |
|       | (تقرير) | كلارك 55' · أونيل 73' |

| جمهورية أيرلندا   | 1 – 0   | إسبانيا |
| ----------------- | ------- | ------- |
| ميتشيل 15' (ه.ذ.) | (تقرير) |         |

| جمهورية أيرلندا        | 2 – 0   | مالطا |
| ---------------------- | ------- | ----- |
| هويتون 32' · موران 55' | (تقرير) |       |

| جمهورية أيرلندا            | 2 – 0   | المجر |
| -------------------------- | ------- | ----- |
| مكغراث 33' · كاسكارينو 80' | (تقرير) |       |

| أيرلندا الشمالية | 1 – 2   | المجر                   |
| ---------------- | ------- | ----------------------- |
| وايتسايد 89'     | (تقرير) | كوفاكس 13' · بوغنار 44' |

| جمهورية أيرلندا                        | 3 – 0   | أيرلندا الشمالية |
| -------------------------------------- | ------- | ---------------- |
| ويلان 42' · كاسكارينو 48' · هويتون 57' | (تقرير) |                  |

| المجر          | 2 – 2   | إسبانيا                  |
| -------------- | ------- | ------------------------ |
| بينتر 38'، 82' | (تقرير) | ساليناس 30' · ميتشيل 35' |

| إسبانيا                                                | 4 – 0   | المجر |
| ------------------------------------------------------ | ------- | ----- |
| مانولو 7' · بوتراغينيو 24' · خوانيتو 40' · كولومير 63' | (تقرير) |       |

| مالطا | 0 – 2   | جمهورية أيرلندا         |
| ----- | ------- | ----------------------- |
|       | (تقرير) | ألدريج 31'، 68' (ركلة.) |

## الهدافون
أُحرز 47 هدفًا أثناء 20 مباراة، بمعدل 2.35 هدفًا لكل مباراة.
5 أهداف
| - مانولو - ميتشيل |

3 أهداف
| - كارميل بوسوتيل - إيميليو بوتراغينيو |

هدفان
| - أتيلا بينتر - إستفان فينتزه | - جون ألدريج - توني كاسكارينو | - راي هويتون - كولن كلارك |

هدف
| - إمري بودا - جورجي بوغنار - جوزيف كيبريتش - كالمان كوفاكس - باول مكغراث - كيفن موران | - روني ويلان - مايكل أونيل - ستيف بيني - جيمي كوين - نورمان وايتسايد - جينار أندرينوا | - تشيكي بيغريستين - كولومير - خوانيتو - خوليو ساليناس |

هدف ذاتي
| - ألان ماكدونالد (ضد إسبانيا) | - أنتون روغان (ضد إسبانيا) | - ميتشيل (ضد جمهورية أيرلندا) |